# Grey Goo
Grey Goo est un jeu vidéo de stratégie en temps réel développé par Petroglyph Games et édité par Grey Box, sorti en 2015 sur Windows.